# Ельцовка (средний приток Оби)
Ельцовка — река в Новосибирской области России. Устье реки находится в 3056 по правому берегу реки Обь (Новосибирское водохранилище). Длина реки составляет 12 км. Высота устья — 118 м над уровнем моря.

## Данные водного реестра
По данным государственного водного реестра России относится к Верхнеобскому бассейновому округу, водохозяйственный участок реки — Обь от города Барнаул до Новосибирского гидроузла, без реки Чумыш, речной подбассейн реки — бассейны притоков (Верхней) Оби до впадения Томи. Речной бассейн реки — (Верхняя) Обь до впадения Иртыша.